# Gagrella nobilis
Gagrella nobilis is een hooiwagen uit de familie Sclerosomatidae.